# 郭鳳儀 (香港)
郭鳳儀（1997年1月21日—）是一名香港流亡人士。她因香港國安法「勾結外國或境外勢力危害国家安全」罪名而被通緝。其後被香港政府註銷身分成為無國籍人士。

## 經歷
郭鳳儀生於香港，早年在香港就學，中五至挪威留學，其後大學負笈美國紐約大學就讀新聞與哲學。2019年以「家樂牌通心粉」名義，發起三次G20「全球登報眾籌計劃」，並參與匿名網絡的聯絡及活動，直至2022年公開其身分。郭鳳儀因公開呼籲美國政府禁止香港特首李家超2022年11月赴美出席亞太經濟合作會議，2023年7月被香港警務處國家安全處列入港幣百萬縣紅通緝名單，在通緝令公開後要求美國政府盡快核准其庇護。 2024年12月被註銷其香港身分及特區護照，成為無國籍人士。
2023年8月8日，警方國安處到郭鳳儀的父母家中調查，並帶走其父母調查。同月22日，再帶走郭鳳儀的2名兄長調查。
2025年4月30日，警方國安處拘捕郭鳳儀父親郭賢生及次兄郭海誠，2人涉嫌違反基本法第23條《維護國家安全條例》中的「企圖處理潛逃者財產」等罪名。郭海誠獲准保釋候查，而郭賢生就被落案起訴，5月2日於西九龍裁判法院提堂；經控辯雙方陳詞後，5月8日，郭賢生被拒保釋，還押至6月13日再訊。